# Torneo de Palermo 2023
El Internazionali Femminili di Palermo 2023 fue un torneo profesional de tenis jugado en canchas de arcilla. Fue la vigésima novena edición del torneo y formó parte del WTA Tour 2022. Se llevó a cabo en Palermo (Italia) entre el 17 y el 23 de julio de 2023.

## Distribución de puntos
| Modalidad           | Campeona | Finalista | Semifinales | Cuartos de final | 2.ª ronda | 1.ª ronda | Clasificadas | 2.ª ronda de clasificación | 1.ª ronda de clasificación |
| Individual femenino | 280      | 180       | 110         | 60               | 30        | 1         | 18           | 12                         | 1                          |
| Dobles femenino     | 280      | 180       | 110         | 60               | 1         | -         | -            | -                          | -                          |

## Cabezas de serie

### Individuales femenino
| Tenista                | Ranking | Preclasificada |
| Daria Kasátkina        | 10      | 1              |
| Qinwen Zheng           | 25      | 2              |
| Mayar Sherif           | 31      | 3              |
| Elisabetta Cocciaretto | 43      | 4              |
| Jasmine Paolini        | 44      | 5              |
| Lucia Bronzetti        | 47      | 6              |
| Emma Navarro           | 55      | 7              |
| Julia Grabher          | 58      | 8              |

- Ranking del 3 de julio de 2022.[2]

### Dobles femenino
| Tenista                            | Ranking | Preclasificada |
| Yana Sizikova Kimberley Zimmermann | 90      | 1              |
| Ingrid Neel Fang-Hsien Wu          | 114     | 2              |
| Cristina Bucșa Bibiane Schoofs     | 172     | 3              |
| Andrea Gámiz Eva Vedder            | 198     | 4              |

## Campeonas

### Individual femenino
Qinwen Zheng venció a  Jasmine Paolini por 6-4, 1-6, 6-1

### Dobles femenino
Yana Sizikova /  Kimberley Zimmermann vencieron a  Angelica Moratelli /  Camilla Rosatello por 6-2, 6-4